# Філон Афінський
Філон Афінський — видатний архітектор та письменник IV століття до н. е.

## Життєпис
Народився у м.Афіни. Практично немає відомостей щодо його родини та особистого життя. Здебільшого роботи Філона були представлені на території Афінської республіки. Значну частину свого часу він працював при підтримці Деметрія Фалернського, виконуючи його замовлення.
Серед його праць відомо лише про дві: Портик з 12-ти доричних колон у Великій залі містерій в Елевсіні (замовлення Деметрія Фалернського). Філон зробив їх у 317—307 роках до н. е. Інша — військово-морський арсенал у порті Пірей (347—329 роки до н. е.). Він був знищений римськими військами під проводом Луція Корнелія Сулли у 88 році до н. е.
Крім того, Філон написав декілька трактатів. Є згадка лише про трактат щодо побудови арсеналів, інший доробок торкається пропорцій грецьких храмів.